# 厲刀彎貝介
厲刀彎貝介（学名：Loxoconcha litao）为彎貝介科彎貝介屬下的一个种。